# 市立大学
市立大学（）とは、市によって設立された公立大学のこと。

## 日本の市立大学

### 学校教育法による大学
名称は大学によって異なり、必ずしも「○○市立大学」とは限らない。
略称としては大学独自のものが多いが、名称が「○○市立大学」の所においては「市大」「市立大」と呼ばれることも多い。なお、私立大学との区別で「いちりつだいがく（市立大学）」などと呼ばれることもある。
ここでは、通常用いられている略称も併せて列挙することとする。また「（直営）」との記しがあるものを除き、全て公立大学法人による運営となっている。

#### 政令指定都市が設立母体の大学
| 設立母体 | 大学名                   | 主な略称                         | 備考                                                                                                 |
| -------- | ------------------------ | -------------------------------- | --- |
| 札幌市   | 札幌市立大学             | SCU                              | |
| 川崎市   | 川崎市立看護大学（直営） | 川市看大                         | 教育委員会ではなく、健康福祉局の管轄である。                                                         |
| 横浜市   | 横浜市立大学             | 横市、市大、浜大、YCU            | |
| 名古屋市 | 名古屋市立大学           | 名市大、市大、NCU                | |
| 京都市   | 京都市立芸術大学         | 京都芸大、京芸                   | |
| 大阪市   | 大阪公立大学             | 公大                             | 大阪市立大学が2022年に大阪府立大学と統合して新設。関西圏で「市大」といえばここを指す場合が多かった。 |
| 神戸市   | 神戸市外国語大学         | 神戸市外大、神戸外大、神外大など | |
| 神戸市   | 神戸市看護大学           | 看護大学、市看                   | |
| 広島市   | 広島市立大学             | 市大                             | 通称として「ひろしまいちりつだいがく」と呼ばれている。                                               |
| 北九州市 | 北九州市立大学           | 北九大                           | 「北九大」は、前身の「北九州大学」時代からの呼称である。                                             |

#### 中核市が設立母体の大学
| 設立母体 | 大学名           | 主な略称           | 備考                                                     |
| -------- | ---------------- | ------------------ | -------------------------------------------------------- |
| 旭川市   | 旭川市立大学     | 旭大、ACU          |                                                          |
| 青森市   | 青森公立大学     | 青公大             | 2008年度までは「青森地域広域事務組合」による運営だった。 |
| 秋田市   | 秋田公立美術大学 | 秋美               |                                                          |
| 前橋市   | 前橋工科大学     | 前工大、MIT        |                                                          |
| 高崎市   | 高崎経済大学     | 高経大、高経、経大 |                                                          |
| 金沢市   | 金沢美術工芸大学 | 金沢美大、金美など |                                                          |
| 岐阜市   | 岐阜薬科大学     | 岐薬               | 2024年度までは市直営であった。                           |
| 福山市   | 福山市立大学     |                    |                                                          |
| 下関市   | 下関市立大学     | 市大、下市、下大   |                                                          |
| 宮崎市   | 宮崎公立大学     | MMU                | 2011年度までは「宮崎公立大学事務組合」による運営だった。 |

#### 一般市が設立母体の大学
| 設立母体     | 大学名                          | 主な略称                                                | 備考 |
| ------------ | ------------------------------- | ------------------------------------------------------- | --- |
| 名寄市       | 名寄市立大学（直営）            | 名大                                                    | 市内では基本的に「名大」と呼ばれている。                                                                          |
| 長岡市       | 長岡造形大学                    | NID                                                     | 公設民営の学校法人により設置されたが、2014年度に公立大学法人に移行した。なお、長岡市は施行時特例市である。        |
| 敦賀市       | 敦賀市立看護大学                |                                                         | |
| 都留市       | 都留文科大学                    | 都留文、都留大、文大                                    | 学生間、地域間では基本的に「文大」と呼ばれている。                                                                |
| 福知山市     | 福知山公立大学                  |                                                         | 私立の「成美大学」（学校法人成美学園）を2016年度に公立化。                                                        |
| 新見市       | 新見公立大学                    |                                                         | |
| 尾道市       | 尾道市立大学                    | 尾大                                                    | |
| 山陽小野田市 | 山陽小野田市立 山口東京理科大学 | 山口理大、山口理科大、山東理大、SOCU、 やまりか、理科大 | 地元では基本的に「理科大」と呼ばれている。 私立の「山口東京理科大学」（学校法人東京理科大学）を2016年度に公立化。 |
| 三条市       | 三条市立大学                    |                                                         | 2021年4月に開学。                                                                                                 |
| 周南市       | 周南公立大学                    |                                                         | 私立の「徳山大学」（学校法人徳山教育財団）を2022年度に公立化。                                                    |

### 大学令による大学（旧制大学）
- 大阪商科大学 - それまで北海道と府県にのみ公立大学設置が認められていた大学令を改正し設置された。高等商業学校から昇格。新制大阪市立大学の前身の一つ。
- 横浜医科大学 - 第二次世界大戦後に旧制医学専門学校から昇格。新制横浜市立大学の前身の一つ。
- 名古屋女子医科大学 - 第二次世界大戦後に旧制医学専門学校から昇格。新制名古屋市立大学の前身の一つ。
- 大阪市立医科大学 - 第二次世界大戦後に旧制医学専門学校から昇格。新制大阪市立大学の前身の一つ。

## 韓国の主な市立大学
- ソウル市立大学校

## 台湾の主な市立大学
- 台北市立大学
- 高雄市立空中大学

## ドイツ主な市立大学
- ケルン大学は現在国立だが、かつてケルン市民により設立された。

## アメリカの主な市立大学
- ニューヨーク市立大学